# Lopatica (Bitola)
Lopatica (macedónul: Лопатица) település Észak-Macedóniában, a Pelagonijai körzet Bitolai járásában.

## Népesség
| Lakosok száma | 472  | 515  | 615  | 591  | 665  | 435  | 331  | 280  | 212  |
|               | 1948 | 1953 | 1961 | 1971 | 1981 | 1991 | 1994 | 2002 | 2021 |

2002-ben 280 lakosa volt, akik mindannyian macedónok.